# Pretutis
Els pretutis (en llatí praetutii en grec antic Πραιτούττιοι o Πραιτεττιανός) eren un poble d'Itàlia central, que ocupaven un districte al Picenum, entre el riu Vomanus al sud, i el riu Albula al nord, riu que no s'ha pogut identificar amb certesa, i en aquest lloc el text de Plini el Vell, que és el que en parla, està corrupte. Sembla situar l'Albula al nord del Truentus, però es creu que els pretutis no van passar mai del Truentus i el riu Albula no se sap quin podia ser. S'identifica de vegades amb el rierol Salinello.
No es coneix l'origen dels pretutis ni la seva relació amb els picentins, encara que sembla que eren un poble diferent potser amb un origen comú. S'inclouen amb freqüència en una única denominació general. Titus Livi i Polibi parlen d'un Ager Praetutianus (terra dels pretutis) i diuen que era un districte conegut. Claudi Ptolemeu el distingeix del Picenum, del que sens dubte formava part.
El seu nom es va continuar en ús, i a l'edat mitjana es va corrompre en Prutium i Aprutium, que va donar lloc al més modern Abruzzo. La ciutat principal dels pretutis va ser Interamna Paletina (avui Teramo). Claudi Ptolemeu diu que Beregra (Civitella del Tronto) era també una ciutat dels pretutis, i Plini el Vell, a la Naturalis Historia, parla d'un Ager Praetutianus Palmensisque, que només era un petit districte famós pels seus vins, com també ho era tot el país dels pretutis.